# 4942 Munroe
A 4942 Munroe (ideiglenes jelöléssel (4942) 1987 DU6) a Naprendszer kisbolygóövében található aszteroida. Henri Debehogne fedezte fel 1987. február 24-én.